# パッシブ・フェーズドアレイ・アンテナ

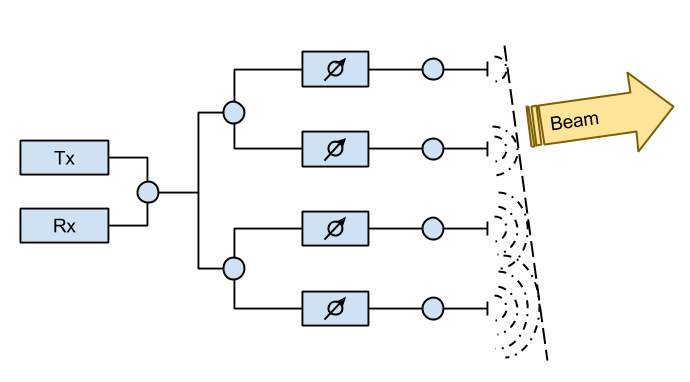
PESAアンテナの構成

パッシブ・フェーズドアレイ・アンテナ（英語: passive phased array antenna）は、フェーズドアレイ・アンテナの一種。パッシブ電子走査アレイ（英: passive electronically scanned array, PESA）とほぼ同義である。

## 概要
フェーズドアレイ・アンテナは、複数のアンテナ素子を配列し、その位相を制御することで電波ビームの電子走査を可能とする。このうち、アンテナ素子の部分に移相器のみを内蔵する方式をパッシブ方式と称している。発振回路や増幅回路のようなアクティブな回路を含まないことから、この名前がある。
レーダーの場合、送信機（Tx）から送り出された高出力マイクロ波は、送受切換器を通ったのち、給電分配器によって、それぞれのパッシブ・アンテナ・モジュールに分配される。アンテナ素子から送信されたのち、反射波として戻ってきたマイクロ波は、アンテナ素子で受信され、移相器で所要の偏移を受ける。その後、送受切換器によって受信機（Rx）へと導かれる。
特にレーダーの場合、機構上、大出力の送信マイクロ波が移相器のなかを直接に伝播することから、耐電力性が求められるため、フェライト移相器が一般的に用いられる。導波管型ラッチングフェライト形移相器は、送信と受信で別々に使用する非可逆型で、PINダイオード移相器と比して大きく重い一方、尖頭出力20キロワット程度まで対応できた。
パッシブ方式では、送信機や受信機のあいだに挿入されている給電分配器や移相器の損失の影響が、送信出力や受信信号の減少に直結するという宿命的な不具合が内在している。また送信機と受信機が各アンテナに1組ずつしか備えられず、この送信機によるレーダー出力を導波管によってそれぞれのアンテナ素子に分配するという機構上、送信機はかなりの大出力となっており、この送信機に故障が生じるとレーダーとしての機能の喪失に直結するという問題もあった。